# Ctenochares vigilator
Ctenochares vigilator är en stekelart som först beskrevs av Fabricius 1781.  Ctenochares vigilator ingår i släktet Ctenochares och familjen brokparasitsteklar. Inga underarter finns listade i Catalogue of Life.